# 梅里厄姆 (明尼蘇達州)
梅里厄姆（英語：Merriam）是位於美國明尼蘇達州斯科特縣的一個非建制地區。

## 歷史
梅里厄姆於1866年設立，1872年設立郵局，1873年停運，1879年重啟後又於1905年永久關閉。此地得名自明尼蘇達州立法委員約翰·L·梅里厄姆。

## 地理
梅里厄姆所處的海拔為高於海平面230米（即755英呎），而該地所採用的時區為UTC-6，即北美中部時區（CST）。同時該地設有夏令時間，為UTC-6調快一小時，即UTC-5（CDT）。